# أديليا سارة غيتس
أديليا سارة غيتس (بالإنجليزية: Adelia Sarah Gates)‏ هي رسامة نباتية ‏ أمريكية، ولدت في 24 أكتوبر 1825 في قرية أوتيغو في الولايات المتحدة، وتوفيت في 21 سبتمبر 1912 في سان فرانسيسكو في الولايات المتحدة.